# Karl Burman (senior)
Karl Friedrich Burman (né le 5 mai 1882 à Soumy, oblast de Kharkiv - mort le 10 mai 1965 à Tallinn) est un architecte et aquarelliste estonien et soviétique.  
Il est considéré comme l'un des fondateurs de l'architecture estonienne.

## Biographie
Élève de Vassili Mate, en 1900, Karl Burman étudie à l'école d'art Stroganoff de Moscou puis en 1901-1902, à l'académie d'art et d'industrie Stieglitz.
De 1902 à 1909, il étudie l'architecture à l'Académie impériale des beaux-arts de Saint-Pétersbourg.
Il est le frère de Paul Burman dont le fils est l'architecte Karl Burman (et).  
Karl Burman est inhumé au cimetière boisé de Tallinn.

## Galerie

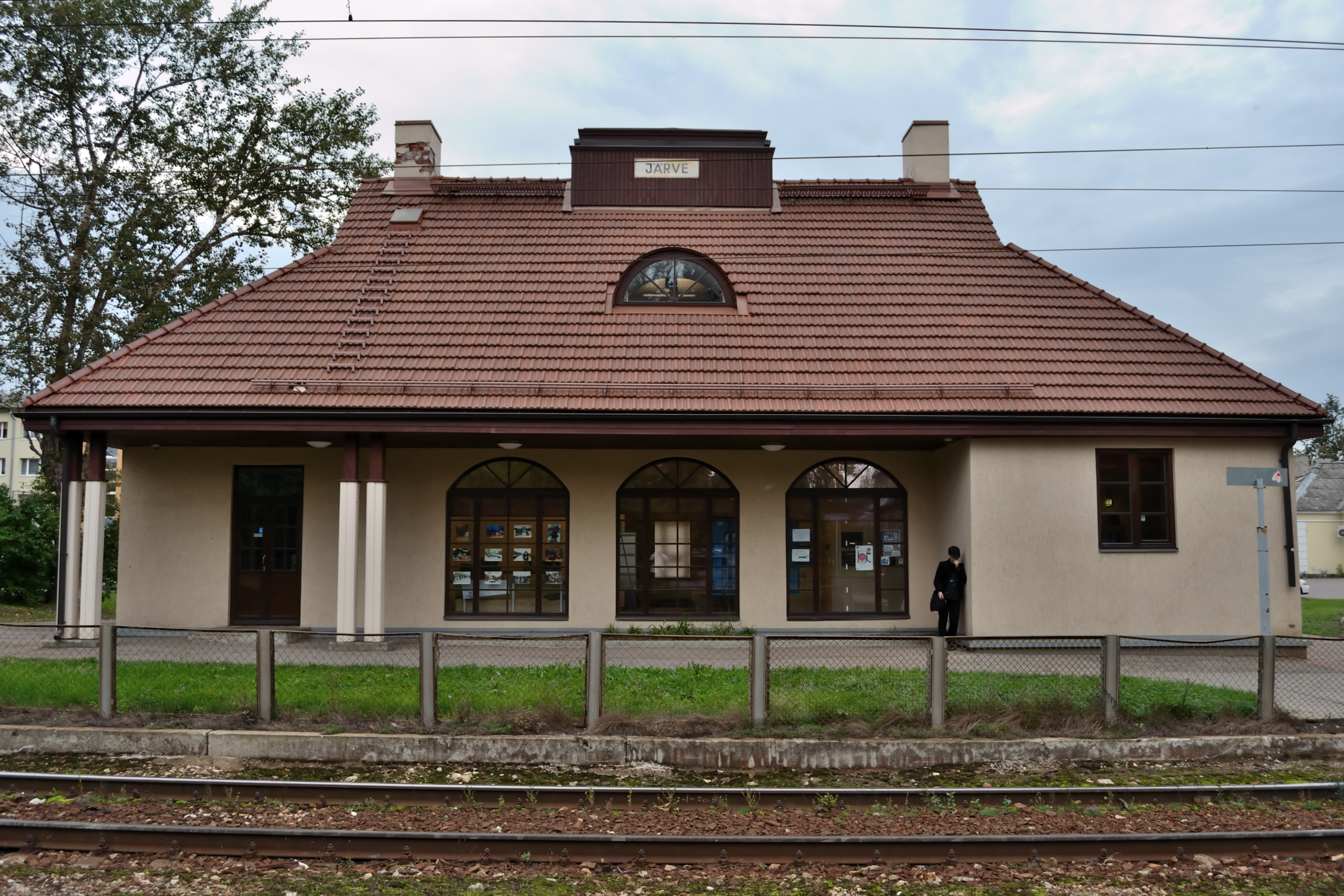
Gare de Järve, Tallinn
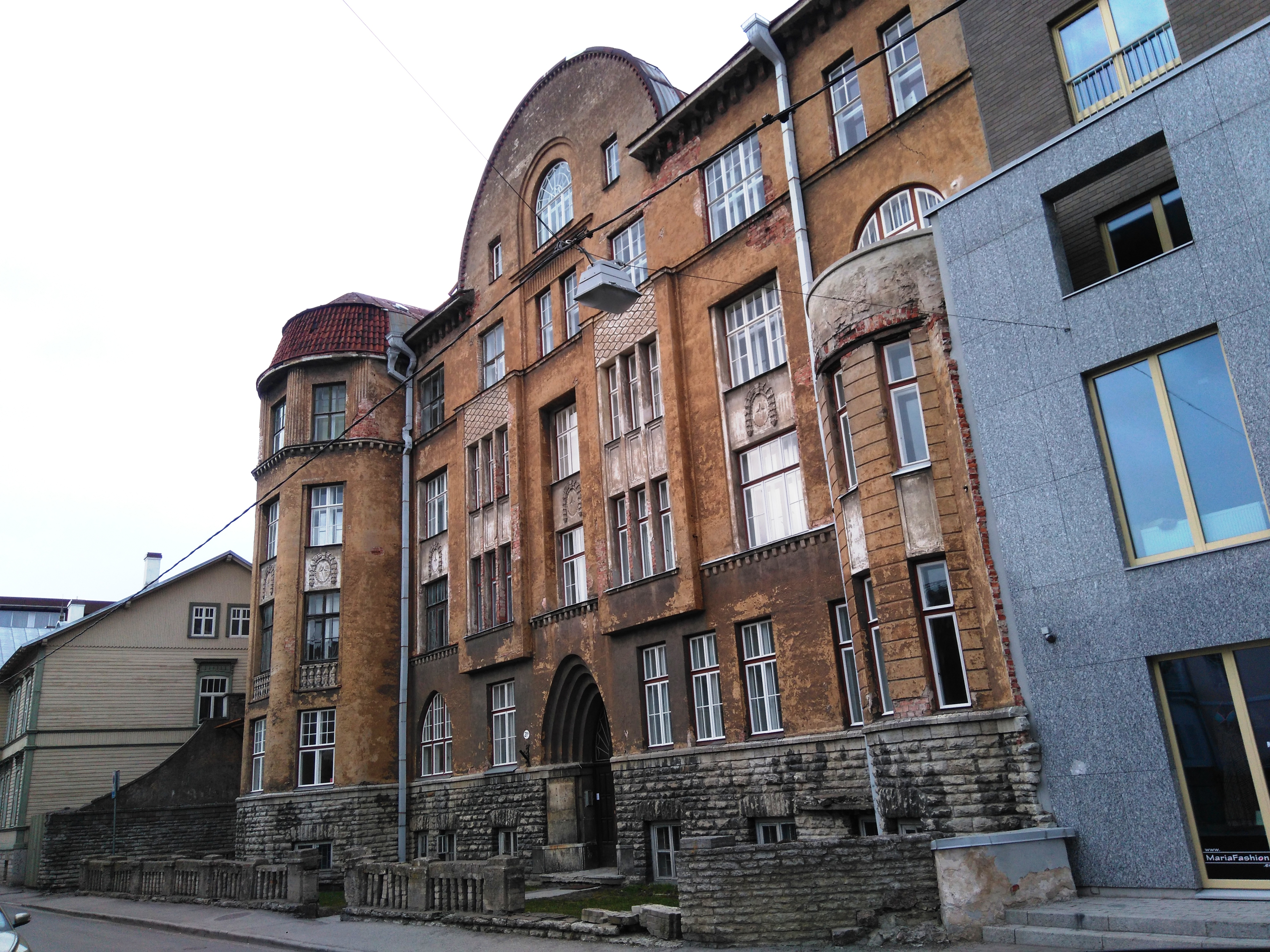
Tatari tänav 21b
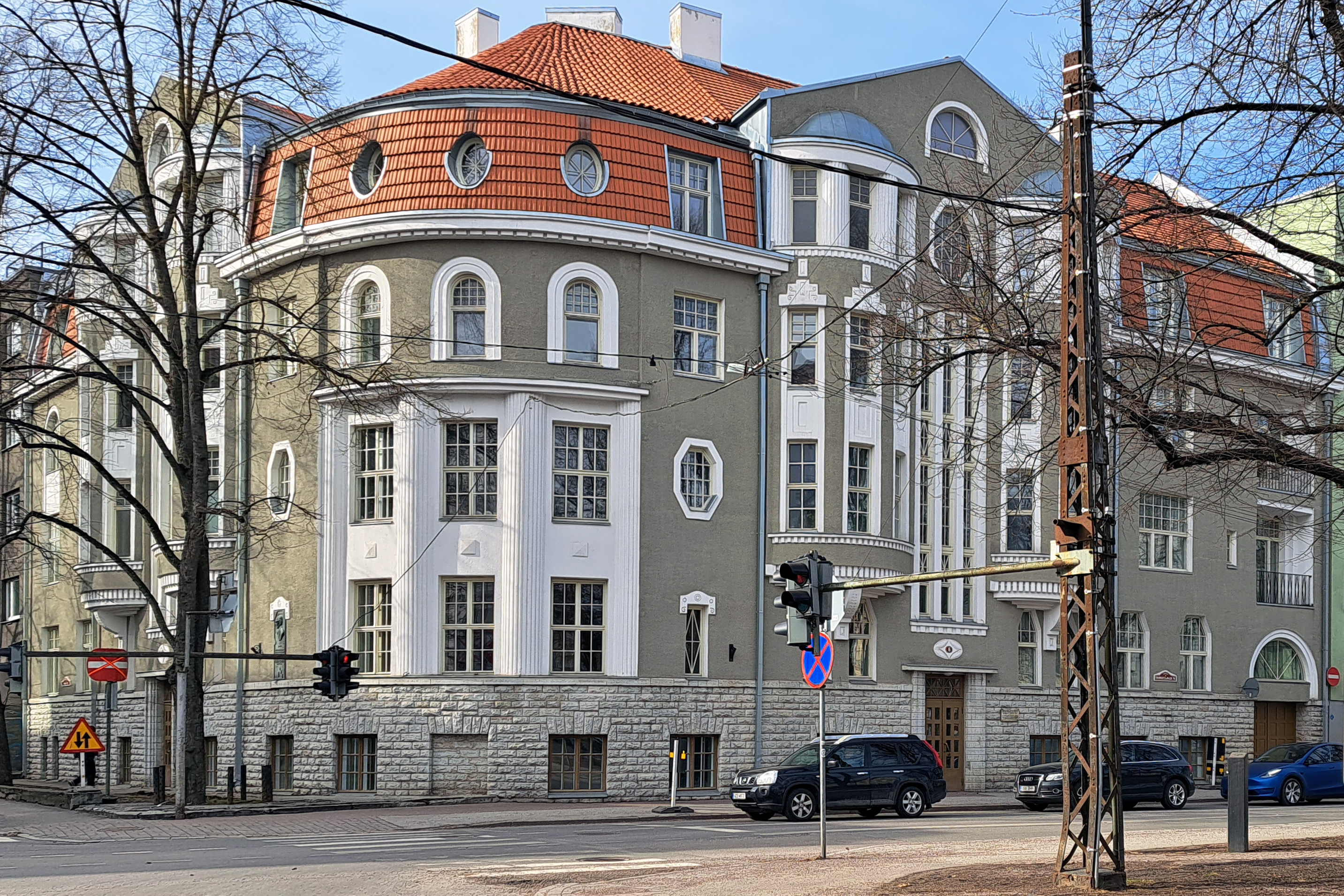
Raua tänav 39
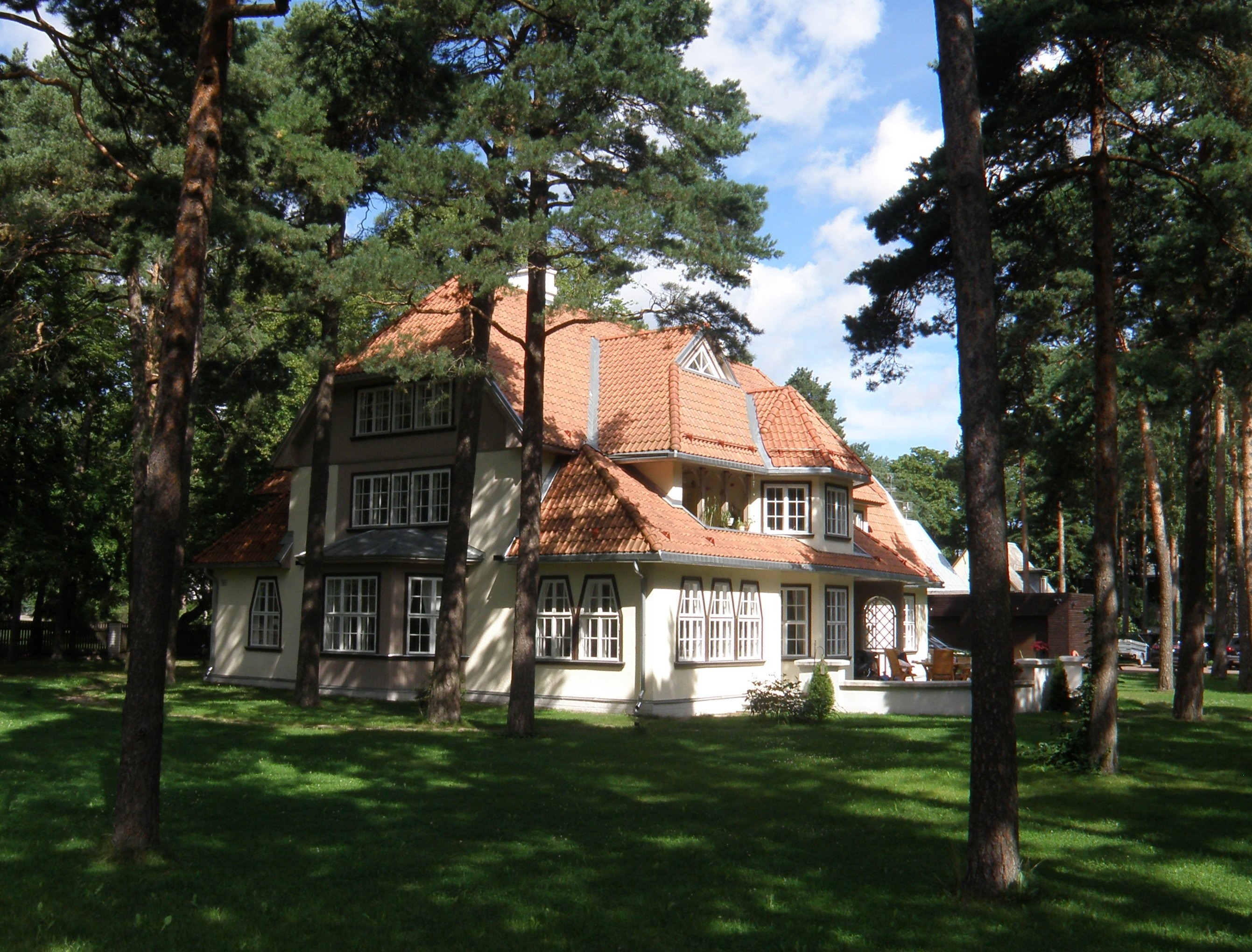
Õie tänav 21.

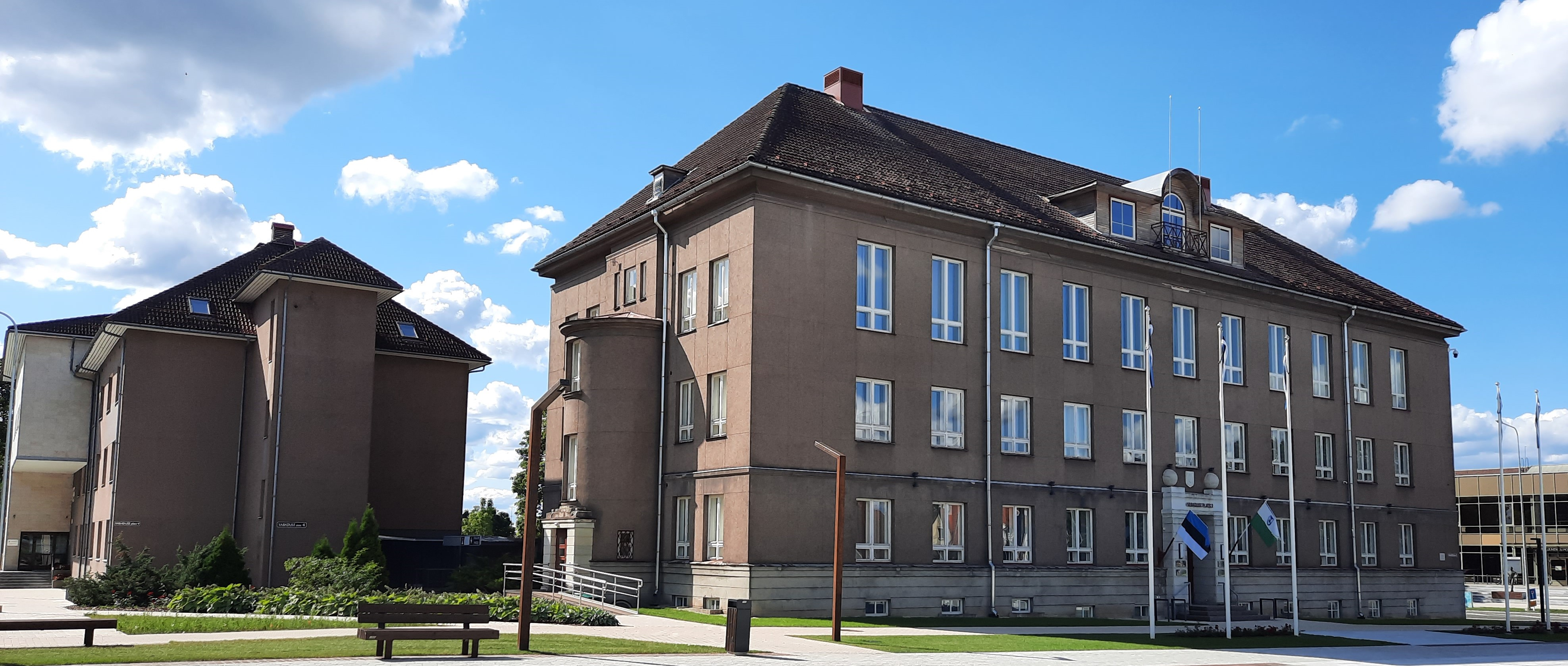
Le bâtiment de la succursale de Viljandi d'Eesti Pank
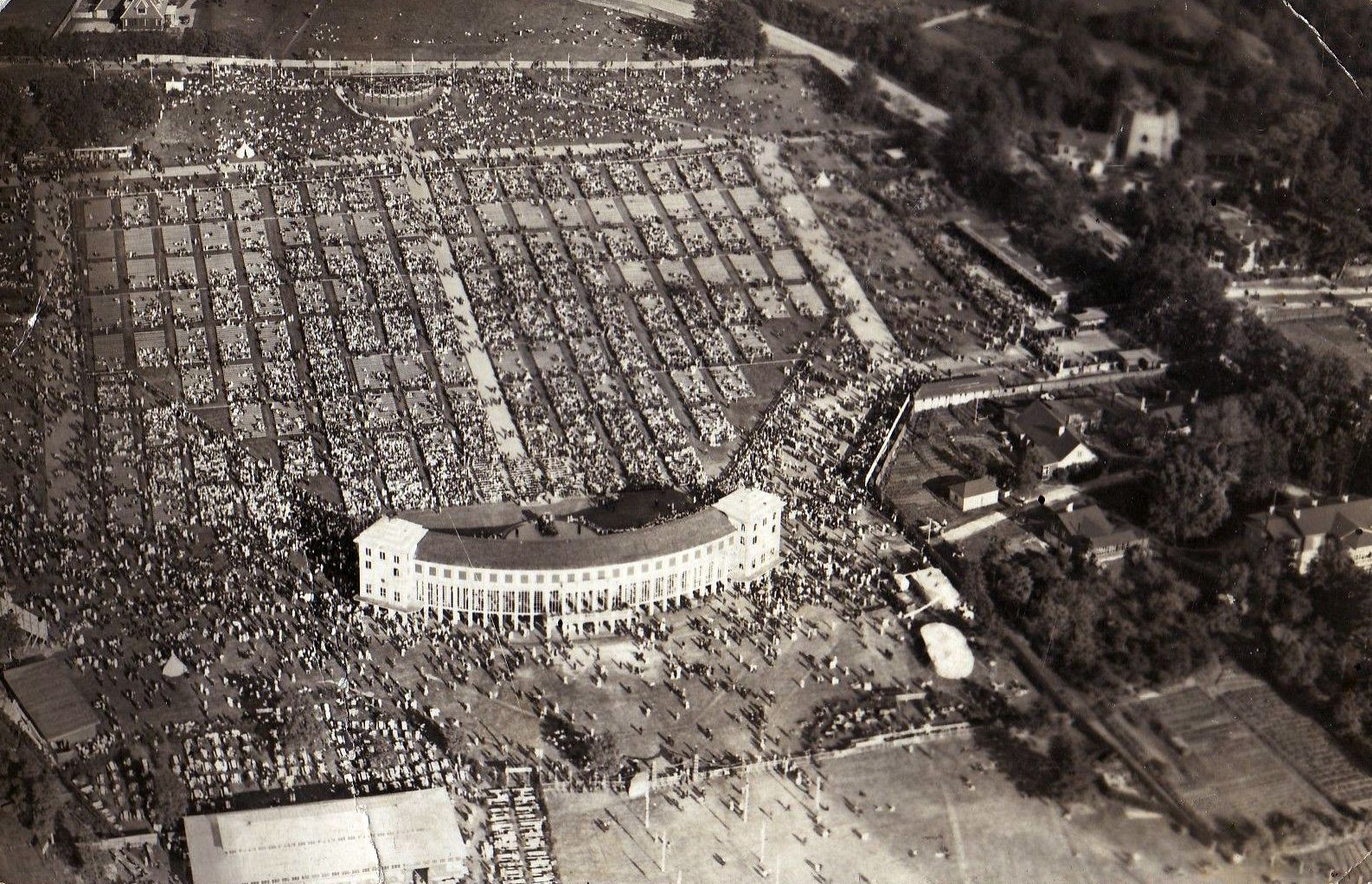
Ancienne Place de la chanson de Tallinn.